# 蒙布兰
蒙布兰（法語：Montbrun，法語發音：[mɔ̃bʁœ̃]）是法国洛特省的一个市镇，属于菲雅克区。

## 地理
蒙布兰（44°30'19"N, 1°54'2"E）面积8.34 平方千米，位于法国奧克西塔尼大區洛特省，该省份为法国西南部内陆省份，北起顺时针与科雷兹省、康塔爾省、阿韦龙省、塔恩-加龙省、洛特-加龍省和多尔多涅省接壤。
与蒙布兰接壤的市镇（或旧市镇、城区）包括：昂贝拉克、索雅克、卡德里约、卡拉亚克、格雷阿卢、拉罗克图瓦拉克。

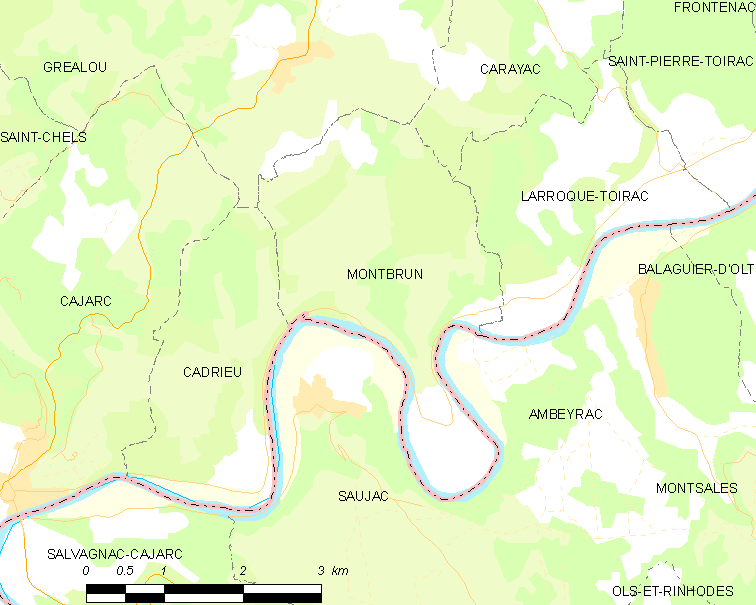
蒙布兰的OSM定位图

蒙布兰的时区为UTC+01:00、UTC+02:00（夏令时）。

## 行政
蒙布兰的邮政编码为46160，INSEE市镇编码为46198。

## 政治
蒙布兰所属的省级选区为科斯与谷地县。

## 人口

1962-2008年间蒙布兰人口变化图示

蒙布兰于2022年1月1日时的人口数量为111人。